# Hydropsyche spinata
Hydropsyche spinata là một loài Trichoptera trong họ Hydropsychidae. Chúng phân bố ở miền Ấn Độ - Mã Lai.